# 尹良任
尹良任（1545年—？），字志伊，號翀莘，湖廣漢陽府漢川縣人，明朝政治人物。

## 生平
隆庆四年（1570年）庚午科湖廣鄉試第三十一名。隆慶五年（1571年）聯登辛未科會試第九十七名，三甲第三十五名進士，大理寺觀政，授龙川知县，六年调任直隸丹陽縣知縣。萬曆五年（1577年）七月选授浙江道監察御史，五年閏八月条陈漕运事宜，六年差巡盐山西河東，养病卒。

## 家族
曾祖父尹德弘；祖父尹祓；父尹廵，奉祀。母周氏。重庆下。兄良時（序班）。弟良淳。